# Albanië op het Türkvizyonsongfestival
Albanië neemt sinds de tweede editie in 2014 onafgebroken deel aan het Türkvizyonsongfestival. Het land heeft in totaal 3 keer deelgenomen aan het festival.

## Geschiedenis

### 2014
Eind oktober 2014 maakte de Albanese omroep RTSH bekend te zullen deelnemen aan het Türkvizyonsongfestival. Xhoi werd intern gekozen om Albanië te vertegenwoordigen tijdens hun debuut. Ze deed dit met het tweetalige lied Zjarr dhe ajër, dat speciaal voor het festival de Turkse titel Hava ve ateş kreeg.
De tweede editie van het festival vond plaats in Kazan in de Russische deelrepubliek Tatarije. In de halve finale was de Albanese inzending van Xhoi als 5de aan de beurt. Met 154 punten eindigde ze op de negentiende plaats en kwalificeerde zich zo niet voor de finale. Enkel de 15 best scorende landen en regio's mochten door naar de finale.

### 2015
Ook in 2015 nam Albanië deel aan het festival. De omroep achter de Albanese deelname verschoof van RTSH naar Tring TV. Net zoals in 2014 werd intern bepaald wie naar het festival zou trekken. Xhoi Bejko werd opnieuw uitgekozen, maar zou ditmaal een duet brengen met Visar Rexhepi. Voor het eerst was er geen halve finale op het Türkvizyonsongfestival, maar traden alle 21 deelnemers aan in één grote finale. Albanië was als tweede aan de beurt, na de inzending van Duitsland en voor Azerbeidzjan. Ditmaal deed de Albanese inzending het veel beter: Bejko en Rexhepi kregen 154 punten en eindigden achtste.

### 2019
Nadat het festival enkele jaren had stilgelegen, wilde de organisatie in 2019 een nieuwe poging wagen. De Albanese omroep maakte bekend dat het land ook zou deelnemen aan de vierde editie in 2019 dat in Ankara georganiseerd zou worden. Eneda Tarifa werd aangeduid om namens Albanië naar het festival te gaan. Uiteindelijk werd ook deze editie geannuleerd.

### 2020
Bij de heropstart van het festival in 2020 was Albanië opnieuw van de partij. Wegens de korte inschrijfdeadline werd besloten om geen nationale finale te organiseren, maar om de inzending intern te kiezen. De keuze viel op Rovena Stefa en haar lied Zjarr. Toen bleek dat Stefa om persoonlijke redenen niet in staat was om deel te nemen aan het festival, nam Ilire Ismajli haar plaats in. Omwille van de coronapandemie vond het festival zodoende online plaats en moesten alle deelnemers hun inzending op voorhand opnemen. Ismajli kwam als eerste aan de beurt en sloot de avond af op de 19de plaats.

## Albanese deelnames
| Jaar | Artiest                    | Titel        | Fin. | Ptn. | Semi | Ptn. | Taal              |
| ---- | -------------------------- | ------------ | ---- | ---- | ---- | ---- | ----------------- |
| 2014 | Xhoi                       | Hava ve ateş | X    | X    | 19   | 154  | Turks en Albanees |
| 2015 | Xhoi Bejko & Visar Rexhepi | Adi hasret   | 8    | 154  |      |      | Turks             |
| 2020 | Ilire Ismajli              | Përsëri      | 19   | 171  |      |      | Albanees en Turks |

| Kleur | Betekenis      |
| ----- | -------------- |
|       | Eerste plaats  |
|       | Tweede plaats  |
|       | Derde plaats   |
|       | Laatste plaats |
|       | Gastland       |